# Anil Aggrawal

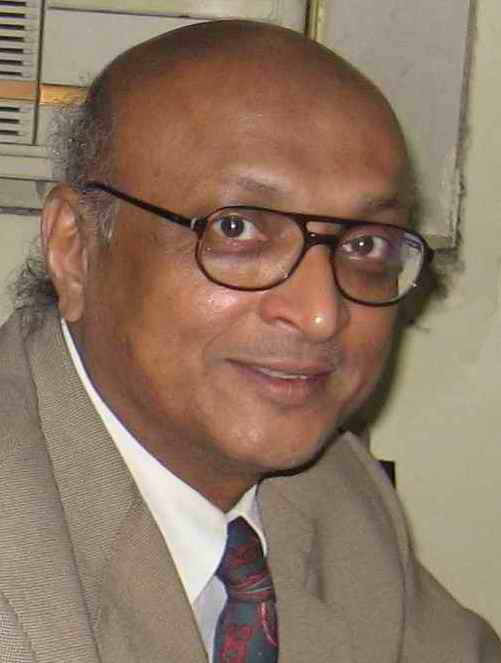
Anil Aggrawal, Prof. für Forensische Medizin, Maulana Azad Medical College, Indien (2007)

Anil Aggrawal (geboren am 17. August 1956) ist ein Dozent für Forensische Medizin am Maulana Azad Medical College, New Delhi, Indien. Er ist der Herausgeber seines seit 2000 halbjährlich erscheinenden Online-Magazins Anil Aggrawal's Internet Journal of Forensic Medicine and Toxicology. (ISSN 0972-8066 print, ISSN 0972-8074 web).

## Schriften
- Forensic and Medico-legal Aspects of Sexual Crimes and Unusual Sexual Practices by Anil Aggrawal. CRC Press, 2008, ISBN 978-1-4200-8913-4. (2011, ISBN 978-1-4200-8912-7)
- Necrophilia: Forensic and Medico-legal Aspects. CRC Press, 2011, ISBN 978-1-4200-8912-7.
- Forensic Medicine and Toxicology for MBBS. ISBN 978-81-7739-491-7.